# Суверейн
«Суверейн» (англ. Sovereign — повелитель) — вымышленный класс звездолётов, состоявших на службе в Звёздном флоте Объединённой Федерации Планет из вымышленной научно-фантастической вселенной «Звёздный путь».
Звездолёты класса «Повелитель» показаны в полнометражных фильмах «Звёздный путь: Первый контакт», фильме «Звёздный путь: Восстание» и «Звёздный путь: Возмездие» (практически везде это Enterprise-E).

## Предпосылки создания
Класс «Повелитель» («Sovereign»-class) был запущен в производство в XXIV веке в свете угрозы со стороны Борг. В проекте были использованы бывшие до того экспериментальными системы защиты, управляемые главным компьютером (аблиативная броня) и устойчивые к орудийным системам Борг, а также новое вооружение, позволявшее более эффективно вести бои против них (квантовые торпеды и фазеры типа XII). Этот тяжёлый крейсер объединил в себе все преимущества класса «Галактика» с боевой мощью класса «Прометей». Были расширены возможности управления системами корабля и в частности, интерфейс управления был исполнен более функционально и удобно. На «Повелителе» были испробованы новые варп-гондолы, позволившие сравняться ему с «Прометеем» в скорости и, таким образом, стать одним из быстрейших кораблей Звёздного флота, способным развивать варп 9,99 и держать такую скорость в течение 36 часов, преодолевая за это время свыше 32 световых лет. В ангаре «Повелителя» имелись экспериментальные шаттлы класса «Арго», превосходящие предыдущие по всем показателям. Также «Повелитель» довольно маневренный для своих размеров и массы корабль.

## История класса
Первый «Повелитель» вышел из доков в 2371 году. Этим кораблем был USS Sovereign. Следующим «Повелителем» и первым серийным кораблём этого класса, был NCC-1701-E USS «Энтерпрайз» (также известный как «Энтерпрайз-E») под командованием капитана Жана-Люка Пикарда. Первым его боевым крещением без сомнений можно назвать битву в секторе 001 (Солнечная система): в пространство Федерации вторгся Куб Борг под личным командованием Королевы Борг и с вполне предсказуемыми намерениями направился к Земле, по пути изрядно потрепав ряды защитников. Корабль USS «Энтерпрайз-Е» был достаточно далеко от места боевых действий и, несмотря на просьбы капитана, командование Звёздного флота отказало ему в праве участвовать в боевых действиях по причине того, что капитан Пикард ранее был ранее ассимилирован коллективом Борг, теперь командование Звёздного Флота не могло всецело ему доверять. Однако несмотря на запреты командования, «Энтерпрайз-E» всё-таки прибывает на поле битвы.
Так как капитан Пикард раннее уже был ассимилирован Борг, получив даже в коллективе Борг, собственное имя Локутус для ведения переговоров, а фактический выдвижения ультиматума «Федерации», но позже был деассимилирован, он обладал информацией о всех конструктивных слабостях Куба. «Энтерпрайз-E» и другие корабли защищавшей Землю флотилии Звёздного флота нанесли фазерами и торпедами удары по Кубу в указанное Пикаром место, в результате чего Куб был разрушен. Королева Борга не стала дожидаться взрыва Куба, и вместе с частью экипажа покинула Куб в «Сфере». Покинув Куб, Сфера умело ушла из под огня и пройдя пространственно-временной континуум, ушла в далёкий XXI век с целью прервать первый экспериментальный варп-полёт человечества и тем самым, предотвратить образование «Объединенной Федерации Планет». «Энтерпрайз-E» незамедлительно бросился в погоню за Сферой, пройдя через тот же туннель. Там планы Борг были сорваны, хотя перед этим им удалось ассимилировать почти половину экипажа «Энтерпрайза-E».
В следующий раз «Энтерпрайз-E» участвовал в разрешении конфликта между Сон'А и Ба'Ку (Сон’А — потомки Ба’Ку, избравшие техногенный путь развития цивилизации в отличие от Ба’Ку). Они намеревались вернуться на родину и использовать её для своих целей. Местное же население — Ба'Ку — Сон'А собирались насильственно переселить на другую планету. Но их планы были сорваны целиком и полностью, когда командование Звёздного флота отправило «Энтерпрайз-E», для того чтобы разобраться в происходящем. В результате «Энтерпрайз-E» отвёл от планеты основные силы Сон’А и они, увлёкшись преследованием крейсера Федерации, покинули орбиту планеты, тем самым дав находящемуся сначала на планете, а затем на орбите, старшему офицерскому составу «Энтерпрайза-E» свободу действий. Кораблём в тот день командовал заменивший Жан-Люка, первый офицер Уильям Томас Райкер. «Энтерпрайз-E» был атакован изолитическим оружием, запрещённым в большей части альфа-квадранта Млечного Пути. Преследуемый двумя крейсерами Сон’А «Энтерпрайз-E» выпустил позади себя облако метрионного газа, что позволило вывести из строя двигательные системы крейсеров-преследователей и спокойно покинуть этот сектор, отправившись на выручку Жану Люку Пикарду.
Третье серьёзное испытание «Энтерпрайз-E» прошёл во времена смены правительства в Ромуланской Звёздной империи в 2379 году, когда к власти пришёл новый претор — Шинзон. Он хитростью заманил «Энтерпрайз-E» в пределы Ромуланской Звёздной империи. Бой был тяжёлым, «Скимитар» — флагманский корабль Шинзона — имел модифицированное устройство невидимости, позволявшее вести бои с кораблями противника не выключая маскировочного устройства невидимости. Также вместе с маскировкой могли работать и довольно крепкие защитные поля корабля, — конструкторы «Скимитара» решили проблему невидимости  при поднятых боевых щитах. В конце концов «Энтерпрайз-E» протаранил «Скимитар» и тем самым уничтожил большинство систем «Скимитара». Оставшись почти без оружия, Шинзон решил уничтожить «Энтерпрайз-E» теларонным излучателем, но капитан Пикард проник на борт «Скимитара» и покончил с Шинзоном. Но уничтожил «Скимитар», не капитан Пикард, а Дэйта, который также проник на борт ромуланского корабля и уничтожил излучатель таларонной радиации, предварительно телепортировав капитанa Пикардa на «Энтерпрайз-E». Команда «Энтерпрайзa» ещё долго помнила подвиг Дейты, пожертвовавшего собой ради капитанa и экипажа.
Перед строительством первого тяжёлого крйсера класса «Повелитель»(«Sovereign»-class) для проверки экспериментальных систем корабля, был создан новый класс кораблей, получивщих обозначение «Дерзкий»(«Defiant»-class). На нём установили все экспериментальные системы, которыми планировалось оснастить корабли класса «Повелитель». Корабль получился во всех отношениях мощный за исключением энергосистемы корабля и поля структурной целостности. Позднее кораблям класса «Дерзкий», как мощнейшим малым боевым кораблям также нашлось своё применение. (В частности «Defiant» NX-74205 легко расправился с клингонской «Хищной птицей» («Bird of Prey»-class), вынужденной бросить попытки взять на абордаж баджорский корабль и в ступить в бой с «Defiant» NX-74205.)

## Технические характеристики
Корпус «Повелителя» был вполне стандартным для звездолётов «Федерации» последней четверти XXIV века. Его можно было условно разделить на «основание», в котором располагались технические помещения, грузовые помещения и инженерное отделение. Также на этой части корпуса крепились две варп-гондолы с новым дизайном, позволявшие развивать более высокие скорости.
«Блюдце» же звездолёта, в котором находились жилые и большинство служебных помещений, располагалось над «основанием». Базовая модель крейсера «Повелитель», предусматривала 24 палубы, модернизированная — 29. Ниже приводится список палуб обновлённой конструкции:
- 1: Мостик, зал совещаний (кают-компания), капитанская каюта.
- 2: Офицерская столовая.
- 3: Каюты старших офицеров.
- 4: Жилые каюты, аварийные шлюпки.
- 5: Передний обзорный пункт, жилые каюты, фазерная батарея.
- 6: Жилые каюты, голодек.
- 7: Компьютерное ядро.
- 8: Жилые каюты, телепортаторная.
- 9: Грузовые отсеки, звёздная картография.
- 10: Грузовые отсеки, аварийные шлюпки.
- 11: Квантовая торпедная турель, баки с дейтерием.
- 12: Яхта капитана, инжектор материи.
- 13: Док для шаттлов.
- 14: Инженерный отсек.
- 15: Вторичное компьютерное ядро.
- 16: Управление навигационным отражателем (дефлектором)
- 17: Задняя торпедная установка, аварийные шлюпки.
- 18: Передняя торпедная установка.
- 19: Баки с антиматерией, инжектор антиматерии.
- 20: Баки с антиматерией, аварийные шлюпки.
- 21: Фазерные батареи.
- 22: Фазерные батареи.
- 23: Тюрьма, оружейная.
- 24: Аварийные шлюпки.

### Системы управления
Мостик — основной командный пункт корабля, расположенный на 1 уровне, с него исходит подавляющее количество указаний и приказов. Отсюда осуществляется основное управление сенсорными, тактическими (в том числе ударными и защитными), двигательными подсистемами и системой жизнеобеспечения. Часть этого контроля перепадает и главному компьютеру корабля. Остановимся подробнее на главном компьютере. Примерно с середины ⅩⅩⅣ столетия для ускорения передачи данных, стали внедряться в эксплуатацию био-нейронные цепи. Это позволило значительно увеличить быстродействие компьютерного корабельного ядра и повысить автоматизацию управления.
Следует подробнее рассказать и о мостике. В центре помещения на возвышенности располагалось капитанское кресло. С него можно было осуществлять контроль за работой тактических и двигательных систем, а также систем жизнеобеспечения. Правее располагалось кресло старшего помощника, левее — кресло советника, пульты которых могли иметь разностороннее применение. В углах помещения располагались два турболифта, позволявших в сжатые сроки добраться до почти любого уровня корабля. Ещё правее капитанского кресла, располагалась панель тактических систем или (оперативно-)тактический пост за которым следил офицер-тактик, с неё осуществлялось управление ударным и защитным вооружением и общая координация боевыми действиями. Слева и справа перед креслом капитана располагались два пилотажно-навигационных пульта управления. Ещё левее капитанского кресла располагались научные станции и пульт управления телепортаторами. Позади панели офицера-тактика располагались панели состояния систем корабля и сенсорные панели.
Неотъемлемой частью любого мостика является обзорный экран, располагающийся прямо напротив капитанского кресла (это наблюдаетсяается почти у всех кораблей Вселенной Звёздного пути, да и в других фантастических сагах), он выполняет роль и иллюминатора, и тактического дисплея, а также видеомонитора при сеансах видеосвязи с каким-нибудь другим кораблем. «Скимитар» однажды воспользовался этим и сняв маскировку, ударил дисрапторами прямо по обзорному экрану. Одного из пилотов, не среагировавшего вовремя, унесло прямо в открытый космос. Прочие продержались до того момента, как сработала аварийная переборка. Также — на случай уничтожения главного мостика — имеется резервный мостик несколькими уровнями ниже. На одном уровне с мостиком обустроена и кают-компания для совещаний. Там проводятся переговоры с представителями других рас, планет или планетарных и галактических организаций, а также совещания высшего командного состава корабля или в экстренных ситуациях, капитана и старших офицеров всех подразделений корабля —командного, оперативно-тактического, научно-исследовательского, медицинского и инженерно-технического.

### Жилые помещения
Жилые помещения простого энсина и старшего офицера сильно различаются. Каюты энсинов порой парные, в них имеется один общий санузел, два вещевых шкафа, две кровати и один квантовые репликатор, а также рабочие столы с компьютерами. Каюты гостей и старшего офицерского состава часто одинарные, четырёхкомнатные, имеется до двух санузлов, спальня, рабочий кабинет и обязательно квантовый репликатор, голографический проектор и некоторое пространство для завтрака, обеда и ужина в одиночку или для двоих. Все каюты имеют иллюминатор/обзорный экран, открывающий потрясающий вид на корпус корабля и открытый космос.

#### Каюта капитана
Каюта капитана расположена на одном уровне с мостиком по правому борту корабля, чтобы капитан в случае тревоги мог мгновенно прибыть на мостик. Она представляет собой спальню совмещённую с рабочим кабинетом. Также имеется санузел. Часто капитан приглашает в свою каюту одного или нескольких офицеров для экспресс-совещаний и быстрого принятия решений. Таким образом, каюта капитана представляет собой ещё и неофициальный зал совещаний. В одном углу расположена узкая кровать с шкафом и полками, в другом — рабочий стол, оборудованный персональным компьютером. Позади рабочего стола имеется квантовый репликатор и вход в санузел. Зачастую сеансы связи между Командованием Звёздного флота и капитаном ведутся именно из капитанской каюты. В частности капитан Пикард (подобно тому, как это было на «Энтрепрайзе-D») часто просит перенаправить входящий контакт (контакт с Командованием Звёздного флота) к себе на персональный компьютер в капитанской каюте. Также иногда по правую сторону от входной двери можно увидеть статуэтку, изображавшую тот или иной звездолёт. (В случае с «Энтрепрайзом-E» это скульптурные изображения всех одноимённых предшественников «Энтрепрайза-E»: от «Энтрепрайза» до «Энтрепрайза-D»

### Двигательные системы
«Повелитель» оборудован варп-системой, позволявшей по скоростным характеристикам приблизиться к быстрейшему во всём Звёздном флоте (а также во всём альфа-квадранте) классу кораблей — «Прометей». Новый дизайн варп-гондол, позволил избегать разрушительных деформаций пространства-времени, которые вызывали все прежние модели. Собственно варп-двигатель занимал 3 уровня корабля на каждом из которых имелись двери, которые, могли закрываться наглухо в аварийной ситуации. Также варп-двигатель «Повелителя» был защищён во время работы мобильным, «полевым» силовым щитом, так что случись какая авария во время полёта или боевых действий, людям располагавшимся в этом отсеке почти ничего не угрожает. Поблизости от варп-привода имелись 4 дежурных пульта, через которые осуществлялся контроль за работой двигателя. Поблизости на стенах имелись индикаторы и дисплеи, воочию показывающие состояние тех или иных подсистем. Для быстрейшего устранения неполадок на инженерных постах постоянно дежурят по крайней мере 10-12 бортинженеров. Резервуары с дейтерием и антидейтерием располагались выше уровней, на которых размещался двигатель. Общий контроль за двигателем осуществлялся с 16 уровня. Также «Повелитель» обладал двумя субсветовыми импульсными двигателями, расположенными позади кормы «блюдца». Дополнительно на уровне имелись лестницы, ведущие к так называемым «трубам Джефери» и «Подиуму». На «Повелителе» в числе первых опробовали защиту силовым полем в варп-привода и в одной из миссий это весьма пригодилось, когда «Скимитар» вывел из строя варп-привод Энтерпрайза-E. Впервые же такая система ограждения варп-привода, была применена Б’Эланой Торесс на звездолёте класса «Интрепид» «USS Вояджер» NCC-74656.

### Ударное вооружение
Вооружение тяжёлого крейсера класса «Повелитель» составляли 16 фазерных батарей типа Ⅻ, характерных до этого только для боевых станций, ввиду чрезвычайной мощности и равной потребности в энергии, а также скорострельные фотонные торпедные турели и одна скорострельная квантовая торпедная установка, управление которыми, могло вестись как с мостика с тактического поста, так и с уровней, на которых располагались торпедные установки и турели. Фазерные батареи располагались по корпусу крейсера равномерным порядком: семь фазерных батарей-дуг располагалось на верхней части «блюдца», будучи равномерно распределенными по его окружности. Ещё шесть фазерных батарей-дуг, располагались равномерно по периметру «блюдца», на нижней его части. Оставшиеся три фазерных батареи, располагались поблизости от технических отсеков в «основании». В процессе циклов модернизаций расположение ударного вооружения (и фазерных батарей в частности) могло меняться местами. Торпедные установки располагались, как на носу корабля, так и на корме. Квантовая же скорострельная турель располагалась внизу в секции «блюдца», непосредственно неподалёку от дефлектора и была способна выпустить очередь до четырёх квантовых торпед единовременно. Количество фотонных торпедных орудий на крейсере превосходило количество квантовых, вследствие чего они применялись гораздо чаще.

### Защитное вооружение
Дефлекторный (регенеративный) щит корабля обеспечивает защиту от тех или иных природных опасностей, таких как опасные виды радиации, различные космические излучения, астероиды, метеоры и другой космический мусор, а также против энергетического ( при условии, что врагу неизвестна частота щитов) и осколочного оружия. Собственно силовой энергетический барьер, являющийся серией силовых полей, располагается в пределах 10 метров от бронированной обшивки корпуса, однако может быть расширен, что потребует увеличения энергозатрат. Также возможно «накрыть» защитным полем другой корабль, если он достаточно мал и желательно находится в непосредственной близости и относительной неподвижности, относительно защищающего его «Повелителя».

### Ангар
Ангар на крейсере класса «Повелитель» располагается позади кормы и будучи весьма крупным помещением, вмещает в себя значительное количество шаттлов различных типов. Большинство из них могли рассматриваться лишь как десантные и исследовательские корабли. Нашлось там место и для «капитанской яхты»: сначала шаттла класса «Кусто» а затем класса «Арго» (обновлённой версии с возможностью дистанционного пилотирования). Основная специализация капитанской яхты: вылеты на дипломатические переговоры и исследование необжитых планет, для чего на борту предусмотрен внедорожник. Управление створками ангара производится из второго уровня отсека. Сначала открываются створки, затем убираются держатели шаттла и он проходит через ангарный щит, препятствующий утечке воздуха, но вместе с тем благополучно пропускающий шаттлы в ангар и из ангара.

### Специализированные помещения
К данному типу помещений, можно отнести: голодеки, спортзалы, корабельную библиотеку и помещения иных назначений, специализирующиеся на профессиональных специальностях членов экипажа, а также приспособленные для занятий и отдыха во внеслужебное время.

#### Голодек
Голодек — далёкий потомок земных и древних вулканских устройств виртуальной реальности, но использующий гораздо более продвинутые технологии, в частности, перенаправление фотонов. Управление производится через главный компьютер голодека.

#### Спортивный зал
С тех пор как появились устройства искусственной силы тяжести, надобность в постоянных физических тренировках в общем-то пропала. Но служащие Звёздного флота, обязаны постоянно поддерживать себя хорошей физической форме.

#### Корабельная библиотека
Несмотря на то, что подавляющее количество информации теперь можно увидеть на дисплее компьютера, всё же достаточно неплохо порой полистать страницы произведений, которые вышли из под пера известных классиков — тем более, что физически новенький экземпляр интересующей книги (вплоть до копий первых изданий) всегда можно получить из квантового репликатора.

#### Медотсек
На крейсерах класса «Повелитель», он представляет собой немного овальное помещение, по сторонам которого, равномерно распределены шесть обычных и одна специализированная биокровать. Кроме главного судового врача медицинскую помощь раненным или болящим оказывает экстренная медицинская голограмма (Emergency Medical Hologramm)— подобные которым, можно увидеть на борту USS «Вояджер» и USS «Прометей». Вблизи медотсека располагалась каюта главного судового врача, — это нужно для того, чтобы в случае необходимости главный врач, успел вовремя явится в медотсек и тем самым, вероятно, спасти жизнь пациентам или же облегчить его муки … Также медотсек выполняет и функции медицинской лаборатории, — все медицинские анализы делаются здесь же.

#### Офицерская кают-компания
Иногда командный и старший офицерский состав собирался для отдыха в этом помещении. Вдоль стен располагались мягкие диваны с красной обивкой. У обзорного экрана-иллюминатора располагался столик. У одной из стен находился бар.

### «Спасательные капсулы»
На случай катастрофы на «Повелителе» предусмотрены «спасательные шлюпки». На протяжении всех первичных и вторичных корпусов расположены капсулы, вход в которые идёт из коридоров и на первый взгляд незаметен, капсулы многоместные и оснащены на случай входа в атмосферу парашютами и гравитационными посадочно-тормозными двигателями и противовысокотемпературными силовыми щитами. Способ отстыковки спасательных капсул на «Повелителе» сильно отличался от применяемого на кораблях класса «Галактика».

## Корабли из этой серии
- существует 5 кораблей
- 6 строятся
- 15 планируется построить

### Известные корабли
- USS Энтерпрайз (NCC-1701-E)
- USS Sovereign (NX-73811)
- USS Titan — капитаном корабля Уильям Томас Райкер
- USS Vladimir — профигурировал в кроссовере Звёздные врата-Звёздный путь.

## Прочая информация
Первоначально внешний вид звездолётов класса «Повелитель» для фильма «Звёздный путь: Первый контакт» был разработан дизайнером Германом Циммерманом и иллюстратором Джоном Ивсом.
В фильме «Звёздный путь: Восстание» квантовая торпедная установка была упрощена и уменьшена для того, чтобы оставить место для появившейся капитанской яхты. В таком виде этот класс появился и в фильме «Звёздный путь: Возмездие».
Для кинофильма «Звёздный путь: Возмездие» конструкция звездолёта «Энтерпрайз-E» также была несколько изменена и упрощенна. Были изменены тыльная сторона «тарелки» и внутренние края импульсных двигателей (сами двигатели были смещены вверх). Варп-двигатели были несколько приподняты и подняты вверх дабы придать корпусу большую обтекаемость. Более отпекаемыми стали и пилоны, на которых крепились варп-двигатели. И, наконец, переднюю часть вторичного корпуса под дефлектором подняли ближе к «тарелке».
Между звездолётами трёх кинофильмов можно найти и другие, менее значительные изменения. Это связано с тем, что в съёмках каждого из фильмов использовались разные модели.
Рик Стернбэтч в своих комментариях для «TrekBBS» сообщает, что звездолёты класса «Повелитель» относятся к тяжёлым крейсерам и их масса составляет 3 205 000 тонн. Численность экипажа «Повелителя» составляет 855 человек, а максимальная крейсерская скорость, им развиваемая — 9.9 варп. Он также пишет, что класс «Повелитель», был призван заменить устаревший класс «Эксельсиор» (англ. Excelsior). Однако эти факты никак не закреплены в «каноне». (Во всяком случае по легенде Звёздного Пути, вначале «Повелитель», существовавший тогда только в виде компьютерной модели, должен был заменить класс «Амбасадор», но был отложен из-за принятия на вооружения класса «Галактика».)
Согласно черновикам сценария, «Энтерпрайз-E» должен был получить название «Гонорий» (англ. USS Honorius), но после гибели звездолёта «Энтерпрайз-D», командование звёздного флота приняло решение переименовать новый корабль.
Из фильмов «Звёздный путь: Первый контакт» и «Звёздный путь: Восстание» известно, что на звездолётах класса «Повелитель» как минимум два лазарета: на палубах 8 и 16 («Энтерпрайз-D» также имел два лазарета).
Майкл Окуда в черновиках сценария фильма «Звёздный путь: Первый контакт» упоминал, что первым, экспериментальным кораблем этого класса, был «Суверейн» (англ. USS Sovereign) с примерным бортовым номером в NX/NCC-75000. Из-за этого некоторые поклонники ошибочно считают, что все звездолёты этого класса имеют бортовые номера около NX-75000 или NCC-75000.
Хотя это не подтверждено в сериалах и фильмах, в книге «Линейный корабль» пишется что в работе над «Повелителем» участвовали капитан Монтгомери Скотт и капитан Морган Бэйтсон, оба из которых являются жителями XXIII века, волею случая попавшие в XXIV век. В книге также пишется что первым командиром корабля, был именно Бэйтсон, который в конце книги передаёт командование Жан-Люку Пикарду.

## Класс «Повелитель» в играх
Звездолёты класса «Повелитель » встречаются и в компьютерных играх, созданных по мотивам вселенной «Звёздный путь».
В играх Star Trek: Bridge Commander и Star Trek: Legacy звездолёт «Суверен» имеет бортовой номер NX-73811 (а позже NCC-73811). В Star Trek: Bridge Commander помимо «Суверена» также нередко фигурирует «Ентерпрайз-E», при этом кораблём игрока является «Суверен».
В видеоигре Star Trek: Invasion помимо «Энтерпрайза-E» (англ. Enterprise-E) фигурирует ещё один звездолёт класса «Суверейн» — «Сентинел-B» (англ. Sentinel-B).
В видеоигре Star Trek: Elite Force II Корабль класса «Суверейн» представлен судном «Энтерпрайз-E». В игре есть возможность побродить по коридорам корабля, также одна из миссий проходит на внешней обшивке судна.